# Wright (Wyoming)
Wright es un pueblo en el condado de Campbell, Wyoming, Estados Unidos. La población era 1.347 habitantes en el censo del 2000.

## Historia
Su establecimiento comenzó en una zona cercana a dicho pueblo en la década de 1970, con la creación del Trueno Negro, la mina de carbón más grande en la cuenca del río del polvo, y la mina más productiva de los Estados Unidos. La misma ciudad fue incorporada en 1985. El 12 de agosto de 2005, un tornado F2 nominal llegó a un parque de casas móviles en Wright, destruyendo 91 viviendas, matando a dos personas.

## Geografía
Wright se encuentra en las coordenadas 43°45′18″N 105°29′26″O / 43.75500, -105.49056
Según el United States Census Bureau, la localidad tiene un área total de 7,1 km ², todos terrestres.

## Demografía
Según el censo del 2000, había 1.347 personas, 475 hogares y 388 familias residentes en la ciudad. La densidad de población era 189.1/km². La composición racial de la ciudad era: 
- 97.62% Blancos
- 2.30% Hispanos o latinos
- 1.04% De dos o más razas
- 0,82% De otras razas
- 0.45% Nativos americanos
- 0,07% Asiáticos

Había 475 casas, de las cuales un 48.4% tenían niños menores de 18 años, el 68,6% eran parejas casadas viviendo juntas, un 7.2% tenían una cabeza de familia femenina sin presencia del marido, otro 18.3% eran no-familias y un 1.9% tenían a alguna persona anciana de 65 años de edad o más. 
En la ciudad la separación poblacional era la siguiente. 33.9% menores de 18 años, el 6,6% de 18 a 24, un 34.7% de 25 a 44, el 23.3% entr 45 y 64, y sol el 1,6% tenía más de 65 años de edad. La edad media fue de 34 años. Por cada 100 hembras había 112.1 varones. Por cada 100 mujeres mayores de 18 años, había 107.2 varones.
La renta mediana para una casa en la ciudad era $ 53.125, y la renta mediana para una familia era $ 55.764. Los varones tenían una renta mediana de $ 46.058 contra $ 22.955 para las hembras. El ingreso per cápita para la ciudad era $ 20.126. Cerca del 3.9% de familias y 6.1% de la población estaban por debajo de la línea de pobreza, incluyendo el 6.8% de los menores de 18 años y el 33,3% de las personas mayores de 65 años.